# Gashan-Ki Corona
La Gashan-Ki Corona è una struttura geologica della superficie di Venere.